# 전영선 (배우)
전영선(한국 한자: 全暎嫙 전영선(영어: Jeon, Yeong-Seon, 全英琁), 1950년 4월 21일~)은 대한민국의 여성 배우였으며 아역 영화배우 출신이었다. 1991년 3월 5일 당시에, 어언 35년간 남짓 활약하던 배우 분야에서 사실상 은퇴하고, 곧이어 1991년 3월 13일, 그때부터 LA(미국 로스앤젤레스)로 즉각 바로 이민을 떠난 후 현재에 이르고 있다.

## 생애
1950년 4월 21일, 서울특별시 마포구 아현동에서 당시 포퓰러 음악 기타리스트 겸 작곡가(영화 음악가)였던 아버지 전오승(본명: 전봉수, 생몰: 1923년~2016년)과 어머니 김진화 사이에서 슬하 2남 3녀(5남매) 중 차녀(둘째 딸·셋째)로 출생하였으며, 가수 겸 영화 배우 나애심(본명: 전봉선, 생몰: 1930년~2017년)의 조카로, 가수 김혜림은 배우 전영선의 고종매(친정 고종사촌 누이동생)이기도 하다. 전영선은 아직 만6세 시절이자 초등학교 입학하기 6개월 이전 때인 1956년 9월 19일, 전창근 감독의 영화 《마의태자》에서 극중 만5세 시절 낙랑공주 왕씨 역이라는 아역(단역)을 통하여 첫 데뷔한지도 넉 달 이후, 1957년 1월 31일 조긍하 감독의 영화 《황진이》에서, 극중 만5세 시절 황진사댁 서녀 황진이 역이라는 배역을 통하여 잠시 아역으로 단역한지도 1년 후, 만8세 시절이자 초등학교 2학년 때인 1958년 6월 27일, 이강천 감독의 영화 《종말 없는 비극》에서 극중 만5세 진영선 역이라는 아역(조연)으로 정식 데뷔했다.
1962년 제1회 대한민국 대종상 영화제 특별장려상, 서독 베를린 국제 영화제 아동 특별연기상(1962년 당시 각각 영화제 등에서 2가지 수상)을 받았다.

## 출연

### 영화
- 1956년 《마의태자》 - 만5세 어린 시절의 낙랑공주 왕씨[주 3] 역(단역)
- 1957년 《황진이》 - 만5세 어린 시절의 황진사댁 서녀 황진이 역(단역)
- 1958년 《종말 없는 비극》 - 진영선 역(조연)
- 1959년 《암살자》
- 1960년 《이 생명 다하도록》 - 김 대위 부부의 딸 김선경 역(단역)
- 1961년 《사랑방 손님과 어머니》 - 임옥희 역(주연)
- 1963년 《돌아오지 않는 해병》
- 1976년 《어머니와 아들》
- 1976년 《미스 영의 행방》
- 1976년 《발가락이 닮았다》
- 1977년 《한네의 승천》
- 1979년 《전우가 남긴 한마디》
- 1981년 《난장이가 쏘아올린 작은 공》
- 1990년 《천국의 비밀》 우정 출연

### 내용주
1. ↑  유계선 분의 극중 어린 시절.
2. ↑  도금봉 분의 극중 어린 시절.
3. ↑  고려 태조(왕건)의 여식으로, 훗날 신라 경순왕(김부)의 재혼 계배(2번째 부인)인 낙랑공주 왕씨.

### 참조주
1. ↑  “伯林映畵祭에 8歲의氣熖 全暎嫙양에 銀熊賞”. 경향신문. 1962년 7월 4일. 2022년 12월 11일에 확인함.
2. ↑  “兒役俳優였던 全英琁양 「한네의 昇天」서 熱演”. 조선일보. 1977년 5월 8일. 2022년 12월 11일에 확인함.